# Nsukka
Nsukka is een universiteitsstad en lokaal bestuursgebied in de deelstaat Enugu in het zuidoosten van Nigeria. De stad ligt ten noorden van de regionale hoofdstad Enugu in de Udi Hills, op een hoogte van 396 meter boven zeeniveau. Het bestuursgebied (LGA of Local Government Area) telde in 2006 309.633 inwoners en in 2016 naar schatting 417.700 inwoners. De bevolking bestaat voornamelijk uit Igbo.
De hoofdcampus van de Universiteit van Nigeria is in de stad gevestigd. 
Nsukka is de zetel van een rooms-katholiek bisdom.
Het Nsukka Township Stadium, dat een capaciteit heeft van 5.000, is het stadion van Nsukka.

## Galerij

Woningen op de universiteitscampus van Nsukka (1962)
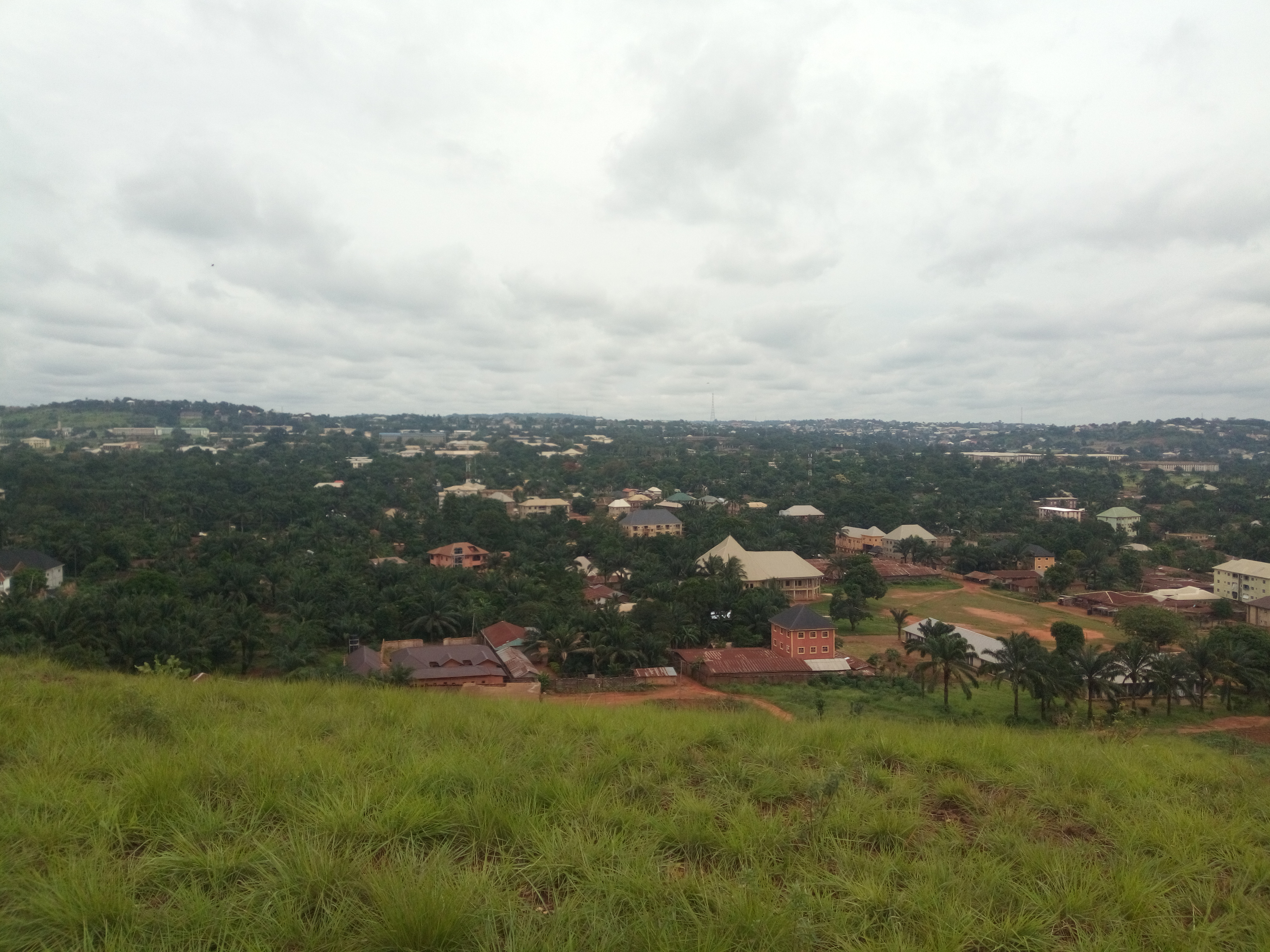
Uitzicht op de stad (2019)

## Geboren
- Valentine Ozornwafor (1999), voetballer